# Rogóżka

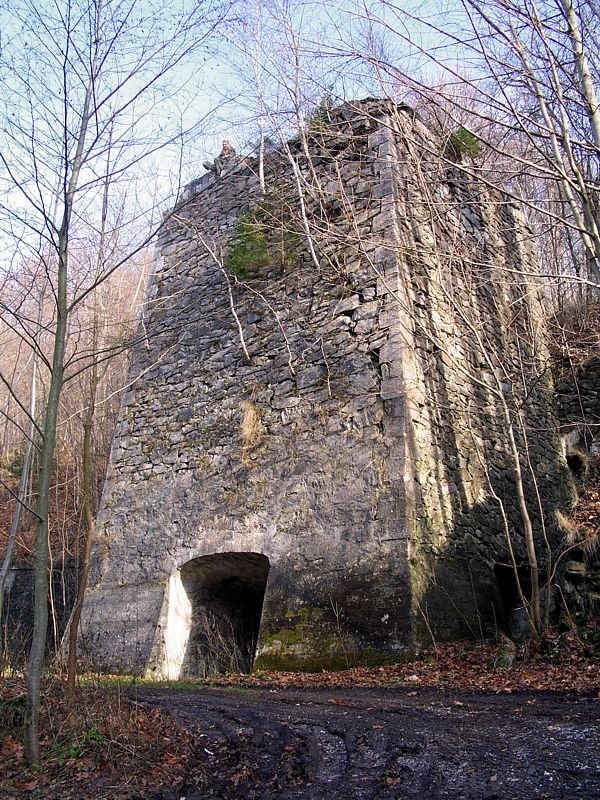
Kalksteinbruch Wolmsdorf, datiert 1934

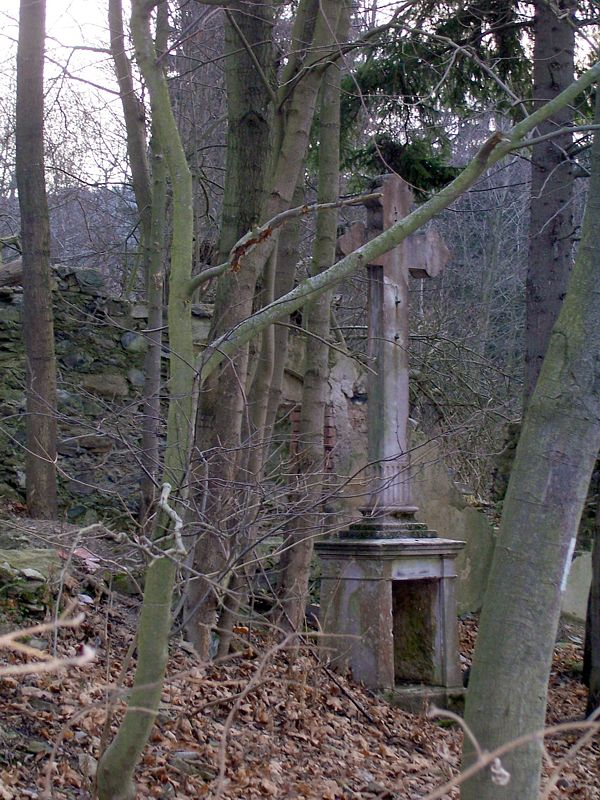
Ruine der St.-Ignatius-Kapelle

Rogóżka (deutsch: Wolmsdorf) ist ein wüstes Dorf in der Stadt- und Landgemeinde Stronie Śląskie (Seitenberg) im Powiat Kłodzki der Woiwodschaft Niederschlesien in Polen.

## Geographie
Rogóżka liegt im Südosten des Glatzer Kessels in den nördlichen Ausläufern des Glatzer Schneegebirges. Nachbarorte sind Kąty Bystrzyckie (Winkeldorf) und Stronie Śląskie (Seitenberg) im Nordosten, Sienna (Heudorf) und Janowa Góra (Johannesberg) im Süden, Biała Woda (Weißwasser) im Südwesten, Marcinków (Martinsberg) und Czatków (Tschihak) im Westen sowie Konradów (Konradswalde) im Nordwesten.

## Geschichte
Wolmsdorf, das zur Herrschaft Karpenstein im böhmischen Glatzer Land gehörte, wurde erstmals 1346 als „Wolframsdorf“ erwähnt. 1684 verkaufte die Böhmische Kammer Wolmsdorf sowie die ebenfalls zum Landecker Distrikt gehörenden Dorfschaften Oberthalheim, Voigtsdorf, Leuthen, Karpenstein, Konradswalde und Winkeldorf dem Glatzer Oberregenten der königlichen Kammergüter und Kaiserlichen Rat Sigmund Hofmann († 1698), der vom Kaiser mit dem Prädikat „von Leuchtenstern“ in den Adelsstand erhoben worden war. Dessen Enkel Leopold Reichsgraf von Leuchtenstern verkaufte Wolmsdorf und Winkeldorf an den Grafen Georg Olivier von Wallis, der schon über umfangreiche Besitzungen in der Grafschaft Glatz verfügte und Wolmsdorf mit der Herrschaft Seitenberg verband.
Nach dem Ersten Schlesischen Krieg 1742 und endgültig mit dem Hubertusburger Frieden 1763 fiel Wolmsdorf zusammen mit der Grafschaft Glatz an Preußen. 1783 verkaufte Stephan Olivier von Wallis alle vom Vater ererbten Besitzungen dem Erblandbaudirektor Friedrich Wilhelm Graf von Schlabrendorf auf Stolz und Hassitz. Obwohl dieser 1789 die Herrschaften Seitenberg und Plomnitz dem königlichen Justizrat Franz von Mutius auf Gellenau und Altwasser verkaufte, behielt er weiterhin die Dörfer Wolmsdorf, Winkeldorf, Weißwasser und Martinsberg für sich und inkorporierte diese seiner Herrschaft Kunzendorf. Nach der Neugliederung Preußens gehörte Wolmsdorf ab 1815 zur Provinz Schlesien und war zunächst dem Landkreis Glatz und ab 1818 dem neu geschaffenen Landkreis Habelschwerdt eingegliedert, mit dem es bis 1945 verbunden blieb. Seit 1874 bildete die Landgemeinde Wolmsdorf gemeinsam mit den Landgemeinden Altmohrau, Heudorf, Johannesberg, Schreckendorf und Seitenberg sowie den Gutsbezirken Altmohrau, Schreckenberg und Seitenberg den Amtsbezirk Seitenberg. Ab Ende des 19. Jahrhunderts entwickelte sich Wolmsdorf zu einem Sommerfrischeort. 1939 wurden 124 Einwohner gezählt.
Als Folge des Zweiten Weltkriegs fiel Wolmsdorf wie fast ganz Schlesien an Polen und wurde in Rogóżka umbenannt. Die deutsche Bevölkerung wurde 1946 vertrieben. Die neu angesiedelten Bewohner waren teilweise Zwangsumgesiedelte aus Ostpolen, das an die Sowjetunion gefallen war. Nachdem die Produktion in den Kalksteinbrüchen in den Nachkriegsjahren zum Erliegen gekommen war, verließen die Einwohner den Ort nach und nach, so dass die Häuser und Gehöfte dem Verfall preisgegeben wurden. Ende der 1970er Jahre galt Rogóżka als nicht mehr bewohnt.
1975–1998 gehörte Rogóżka zur Woiwodschaft Wałbrzych (Waldenburg).

### Kirchliche Verhältnisse
Wolmsdorf gehörte zunächst zur Pfarrkirche „Hl. Kreuz“ in Konradswalde. Nachdem sich die Einwohner fast sämtlich zum lutherischen Glauben bekannten, wurde Konradswalde und die dazu gewidmeten Dörfer 1559 auf Anordnung des damaligen Pfandherrn der Grafschaft Glatz, Herzog Ernst von Bayern, eine Filiale der damals noch katholischen Pfarrei Neuwaltersdorf. Der dortige Pfarrer wurde verpflichtet, die Gottesdienste in den beiden Kirchen wechselweise zu verrichten. Nachdem sich die lutherische Lehre weiter ausbreitete, wurde 1571 ein lutherischer Pfarrer für Konradswalde berufen. Er wurde 1604 auf landesherrlichen Befehl seines Amtes enthoben und Konradswalde mit allen dazu eingepfarrten Dörfern dem katholischen Pfarrer von Neuwaltersdorf als Filiale übergeben. Während der Zeit des böhmischen Ständeaufstands 1618 wurden die katholischen Pfarrer von den Einwohnern vertrieben, und in Konradswalde und Neuwaltersdorf wiederum lutherische Pfarrer angestellt. Nach der Rückeroberung der Grafschaft Glatz durch die Kaiserlichen 1622/23 wurde in Neuwaltersdorf ein katholischer Priester eingesetzt, dem Konradswalde und die zugehörigen Dörfer als Filiale zugeordnet wurden. Auf Antrag des damaligen Grundherrn Johann Anton von Frobel wurde die Pfarrei Konradswalde mit Genehmigung des Prager Erzbischofs Manderscheid-Blankenheim 1737 neu errichtet und Wolmsdorf zusammen mit Heudorf und Tschihak wiederum zu dieser gewidmet. Als Pfarrer wurde der Neuwaltersdorfer Johann Heinrich Weniger eingesetzt, der das Amt bis 1761 versah.

## Sehenswürdigkeiten
- Ruine der St.-Ignatius-Kapelle. Die Kapelle wurde 1765 an der Stelle einer früheren Holzkapelle erbaut und zunächst zu Ehren der hll. Maria und Franz Xaver geweiht.
- Die 1885 entdeckte Tropfsteinhöhle wurde als „Wolmsdorferhöhle“ bezeichnet (polnisch Jaskinia w Rogóżce). Wegen des damaligen Kalksteinabbaus ist sie seit 1962 aus Sicherheitsgründen nicht mehr zugänglich.

## Persönlichkeiten
- Franz Joseph Wagner (1886–1972), deutscher Maler und Graphiker